# Tartús
Tartús (en árabe: طرطوس‎, romanizado: Ṭarṭūs), en el pasado conocida como Tortosa, es una ciudad costera de Siria que cuenta con el segundo puerto del país, después de Latakia. Es la cabecera de la gobernación del mismo nombre. La ciudad está situada a 160 km al noroeste de la capital, Damasco, y a 30 km al norte de la frontera con el Líbano.

## Historia
La ciudad fue fundada por los fenicios, que ya eran dueños de la isla de Arwad, muy próxima pero menos accesible. La ciudad pasó a manos de los griegos, los romanos, los árabes y los cruzados.

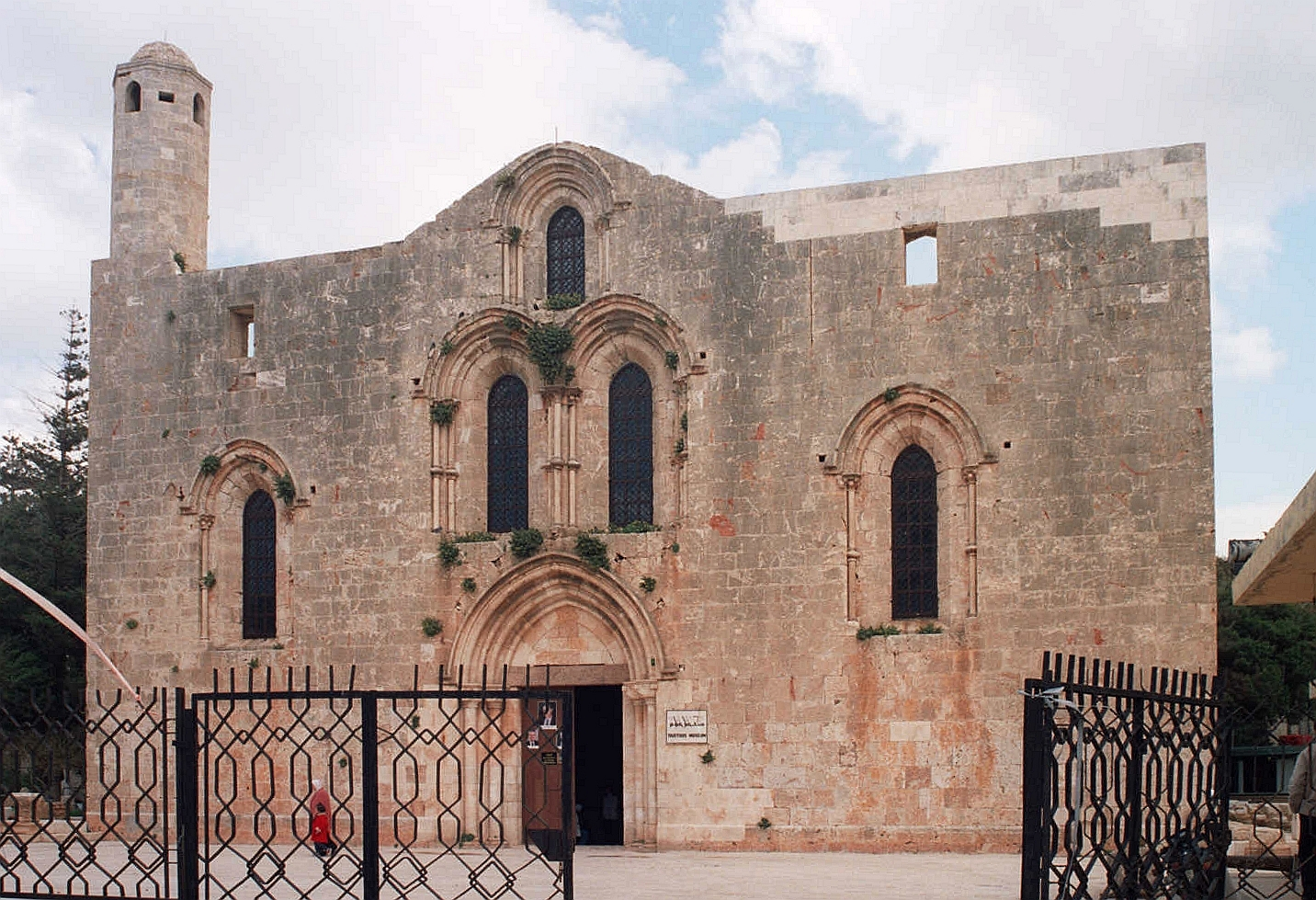
Catedral de Nuestra Señora de Tortosa

En la Antigüedad, la ciudad recibía el nombre de Antarados que significa la ciudad ante Arados, la actual Arwad. En el siglo IV recibió diversos beneficios y el estatus de ciudad romana por parte del emperador Constantino I, a causa de lo cual adoptó el nombre de Constantina. Durante las cruzadas recibió el nombre de Tortosa, y constituyó la última posición avanzada de los templarios en territorio sirio. En la Biblioteca del Monasterio de San Lorenzo de El Escorial existen unas miniaturas del siglo XIII (Cantiga de Santa María número 165) con escenas militares de la que era llamada Tortosa de Ultramar.

## Economía y transporte

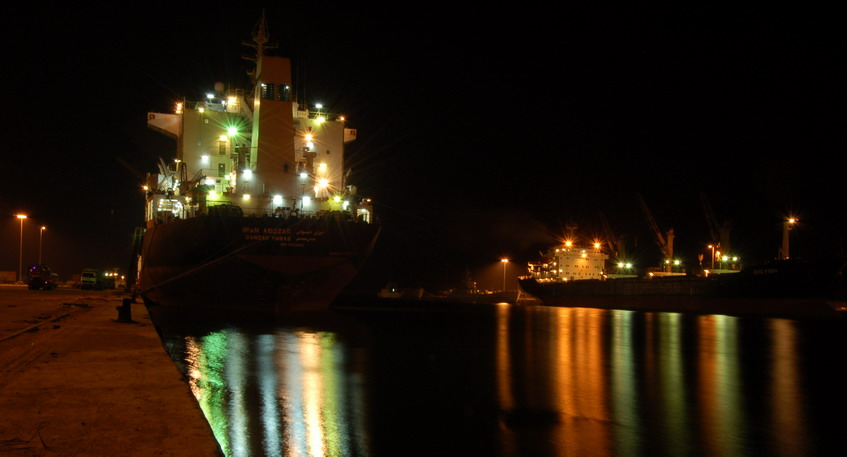
Puerto de Tartús

Tartús es un centro de comercio importante en Siria, y tiene uno de los dos puertos principales del país en el Mediterráneo. La ciudad costera está experimentando una gran expansión debido a que muchas de las importaciones iraquíes llegan a través del puerto de Tartús, para ayudar a reconstruir el país.
Tartús es un destino turístico popular. La ciudad ofrece playas de arena y varios complejos. Además, Tartús ha gozado de grandes inversiones en los últimos años.
Tartús tiene un sistema de carreteras desarrollado. La red de ferrocarriles operada por Chemins de Fer Syriens conecta Tartús con otras ciudades de Siria, aunque actualmente solo se encuentra en servicio la conexión de pasajeros Latakia-Tartús.

## Clima
| Parámetros climáticos promedio de Tartus | Parámetros climáticos promedio de Tartus | Parámetros climáticos promedio de Tartus | Parámetros climáticos promedio de Tartus | Parámetros climáticos promedio de Tartus | Parámetros climáticos promedio de Tartus | Parámetros climáticos promedio de Tartus | Parámetros climáticos promedio de Tartus | Parámetros climáticos promedio de Tartus | Parámetros climáticos promedio de Tartus | Parámetros climáticos promedio de Tartus | Parámetros climáticos promedio de Tartus | Parámetros climáticos promedio de Tartus | Parámetros climáticos promedio de Tartus |
| Mes                                      | Ene.                                     | Feb.                                     | Mar.                                     | Abr.                                     | May.                                     | Jun.                                     | Jul.                                     | Ago.                                     | Sep.                                     | Oct.                                     | Nov.                                     | Dic.                                     | Anual                                    |
| ---------------------------------------- | ---------------------------------------- | ---------------------------------------- | ---------------------------------------- | ---------------------------------------- | ---------------------------------------- | ---------------------------------------- | ---------------------------------------- | ---------------------------------------- | ---------------------------------------- | ---------------------------------------- | ---------------------------------------- | ---------------------------------------- | ---------------------------------------- |
| Temp. máx. media (°C)                    | 15.8                                     | 16.4                                     | 18.6                                     | 21.9                                     | 24.8                                     | 27.3                                     | 29.2                                     | 30.0                                     | 29.2                                     | 26.6                                     | 22.4                                     | 17.9                                     | 23.34                                    |
| Temp. media (°C)                         | 12.0                                     | 12.7                                     | 14.7                                     | 17.6                                     | 20.3                                     | 23.9                                     | 26.0                                     | 26.7                                     | 25.1                                     | 21.9                                     | 17.7                                     | 13.7                                     | 19.36                                    |
| Temp. mín. media (°C)                    | 8.4                                      | 8.9                                      | 10.4                                     | 12.8                                     | 15.6                                     | 19.1                                     | 22.2                                     | 22.8                                     | 20.4                                     | 16.9                                     | 13.2                                     | 10.0                                     | 15.06                                    |
| Precipitación total (mm)                 | 177.5                                    | 142.1                                    | 105.2                                    | 57.1                                     | 20.0                                     | 12.3                                     | 0.7                                      | 3.8                                      | 8.2                                      | 67.6                                     | 105.0                                    | 184.8                                    | 884.3                                    |
| Días de precipitaciones (≥ 1 mm)         | 12.5                                     | 10.2                                     | 9.3                                      | 5.4                                      | 2.1                                      | 0.5                                      | 0.1                                      | 0.1                                      | 0.8                                      | 4.4                                      | 6.5                                      | 11.0                                     | 62.9                                     |
| Fuente: Hong Kong Observatory            |                                          |                                          |                                          |                                          |                                          |                                          |                                          |                                          |                                          |                                          |                                          |                                          |                                          |

## Hermanada
- Tortosa - España

## Base naval rusa
El puerto de Tartús acoge la única base naval rusa en el extranjero. Fue construida por la Unión Soviética durante la Guerra Fría. Sirve principalmente como base de abastecimiento y extensión para los buques de la flota del Mar Negro y otras unidades que se encuentran en travesía por el Mediterráneo. A fecha diciembre de 2011 estaban destinadas a la base 600 personas, entre civiles y militares, dependientes del Ministerio de Defensa.